# Elecciones legislativas de Rusia de 1993
Las elecciones legislativas de Rusia de 1993 se celebraron el 12 de diciembre del mencionado año para escoger a los 450 miembros de la primera Duma Estatal. Fueron las primeras elecciones multipartidistas del país, y se realizaron poco después de la crisis constitucional rusa de 1993 en la que el presidente Borís Yeltsin disolvió al Soviet Supremo y posteriormento ordenó que fuese bombardeado con sus diputados dentro, convocando elecciones el 12 de diciembre junto con un referéndum constitucional. Fueron también las últimas elecciones para el Consejo de la Federación Rusa, cámara alta del parlamento.

## Sistema electoral
La nueva ley electoral adoptada para las elecciones de la Duma de 1993 estipuló que la mitad de los 450 miembros de la Duma fueran elegidos por un sistema de representación proporcional con listas cerradas, y la otra mitad fueran elegidos como representantes individuales de los distritos uninominales. Cada votante ruso recibió dos boletas diferentes. La boleta de representación proporcional obligaba a cada votante a respaldar una organización electoral o votar en contra de todos ellos. Por el contrario, la boleta del distrito uninominal requería que un votante respaldara a un individuo, cuya afiliación partidaria, de haber alguna, no podía establecerse en la boleta.
Para nominar una lista de candidatos en la boleta de representación proporcional, un partido u organización electoral tenía que reunir 100.000 firmas del electorado, de las cuales no más del 15% podría ser de una región o república. El método utilizado para calcular el número de escaños ganados por cada parte fue el método Hare, con un umbral del 5.0% del voto válido, incluidos los votos emitidos en contra de todos, pero excluidos los votos anulados. Para asegurar un lugar en una boleta de distrito uninominal, los candidatos tenían que juntar las firmas de al menos el 1.0 por ciento del electorado de la circunscripción electoral. El ganador en cada elección de distritos uninominales fue simplemente el candidato que recibiera más votos, independientemente de la cantidad de votos emitidos contra todos.

## Resultados

### Duma Estatal
Cinco escaños en Tatarstán quedaron vacantes debido a una baja participación (menos del 25%) y fueron elegidos en una fecha posterior, mientras que un escaño en Chechenia permaneció vacante durante toda la legislatura.
| Partido                                   | Proporcional (RP) | Proporcional (RP) | Proporcional (RP) | Uninominal (DE) | Uninominal (DE) | Uninominal (DE) | Total escaños |
| Partido                                   | Votos             | %                 | Escaños           | Votos           | %               | Escaños         | Total escaños |
| ----------------------------------------- | ----------------- | ----------------- | ----------------- | --------------- | --------------- | --------------- | ------------- |
| Partido Liberal Democrático de Rusia      | 12.318.562        | 22.9              | 59                | 1.577.400       | 3.0             | 5               | 64            |
| Elección Democrática de Rusia             | 8.339.345         | 15.5              | 40                | 3.630.799       | 6.8             | 24              | 64            |
| Partido Comunista de la Federación Rusa   | 6.666.402         | 12.4              | 32                | 1.848.888       | 3.5             | 10              | 42            |
| Mujeres de Rusia                          | 4.369.918         | 8.1               | 21                | 309.378         | 0.6             | 2               | 23            |
| Partido Agrario Ruso                      | 4.292.518         | 8.0               | 21                | 2.877.610       | 5.4             | 16              | 37            |
| Yavlinsky–Boldyrev–Lukin                  | 4.223.219         | 7.9               | 20                | 1.849.120       | 3.5             | 7               | 27            |
| Partido de la Unidad y el Acuerdo Ruso    | 3.620.035         | 6.7               | 18                | 1.443.454       | 2.7             | 4               | 22            |
| Partido Democrático de Rusia              | 2.969.533         | 5.5               | 14                | 1.094.066       | 2.1             | 0               | 14            |
| Movimiento de la Reforma Democrática Rusa | 2.191.505         | 4.1               | 0                 | 1.083.063       | 2.0             | 5               | 5             |
| Unión Cívica                              | 1.038.193         | 1.9               | 0                 | 1.526.115       | 2.9             | 10              | 10            |
| Futuro de Rusia - Nuevos Nombres          | 672.283           | 1.3               | 0                 | 411.426         | 0.8             | 2               | 2             |
| Partido Ecológico Ruso "Los Verdes"       | 406.789           | 0.8               | 0                 | 301.266         | 0.6             | 1               | 1             |
| Caridad y Dignidad                        | 375.431           | 0.7               | 0                 | 445.168         | 0.8             | 3               | 3             |
| Otros partidos                            | –                 | –                 | –                 | 377.863         | 0.7             | 0               | 0             |
| Independientes                            | –                 | –                 | –                 | 25.961.405      | 48.7            | 130             | 130           |
| Contra todos                              | 2.267.963         | 4.2               | –                 | 8.509.300       | 16.0            | –               | –             |
| Votos anulados                            |                   | –                 | –                 | 4.248.927       | –               | –               | –             |
| Vacantes                                  | –                 | –                 | –                 | –               | –               | 6               | 6             |
| Total                                     | 53.751.696        | 100               | 225               | 57.495.248      | 100             | 225             | 450           |
| Votantes registrados/participación        | 106.170.835       |                   | –                 | 106.170.835     | 54.2            | –               | –             |
| Fuente: Nohlen & Stöver. Politika.su      |                   |                   |                   |                 |                 |                 |               |

### Consejo de la Federación
Aunque el Consejo de la Federación Rusa se disputaba sobre una base no partidista, 11 eran miembros del Partido Comunista, seis eran miembros de la Elección Democrática de Rusia y nueve eran miembros de otros partidos. Cinco escaños fueron elegidos en una fecha posterior, mientras que los dos escaños de Chechenia permanecieron vacantes.
| Independientes                     | 53.751.696  | 100  | 171 |
| Votos anulados                     | 3.946.002   | –    | –   |
| Escaños vacantes                   | –           | –    | 7   |
| Total                              | 57.697.698  | 100  | 178 |
| Votantes registrados/participación | 106.170.835 | 54.3 | –   |
| Fuente: Nohlen & Stöver            |             |      |     |

## Consecuencias
Los resultados de las encuestas resultaron decepcionantes para el Kremlin: los dos partidos progubernamentales rivales, Elección Democrática de Rusia y el Partido de la Unidad y el Acuerdo Ruso, ganaron un 15.5% y 6.7% de los votos respectivamente y obtuvieron 123 de los 450 escaños en la Duma Estatal. Ninguno de los dos partidos pudo controlar la agenda parlamentaria ni imponer la voluntad del presidente en la Duma. Al carecer de éxito legislativo, ambos partidos perdieron rápidamente su membresía.